# Wakarusa (Indiana)
Wakarusa è un comune degli Stati Uniti d'America, situato nello Stato dell'Indiana, nella contea di Elkhart.